# روبرت كارتر (ناشط حقوق إل جي بي تي)
روبرت كارتر (بالإنجليزية: Robert Carter)‏ هو ناشط حقوق إل جي بي تي أمريكي، ولد في 27 يوليو 1927 في شيكاغو في الولايات المتحدة، وتوفي في 22 فبراير 2010 في ذا برونكس في الولايات المتحدة.